# Подавление разбойников
«Подавление разбойников» (кит. трад. 蕩寇誌, палл. Дан коу чжи) — сиквел фильма «Речные заводи», вышедший на большие экраны спустя три года после выпуска оригинального фильма; обе части основаны на классическом романе Ши Найаня. Режиссёрами выступили Чжан Чэ и У Ма, исполнившие ту же роль в предыдущем фильме. Среди множества персонажей наиболее заметные роли достались Дэвиду Цзяну, Ти Луну, Чэнь Гуаньтаю, Вон Чуну и Дэнни Ли. Распространённое название картины — «Все люди — братья» (англ. All Men Are Brothers).

## Сюжет
Сто восемь горных разбойников помилованы императором. Теперь они должны подавить восстание против империи, устроенное Фан Ла, чьи войска расположились в крепости на воде. Глава ста восьми бойцов посылает семерых воинов в крепость, чтобы те смогли помочь ворваться в город по суше и по воде.

## В ролях
- Дэвид Цзян — Янь Цин[англ.]
- Ти Лун — У Сун[англ.]
- Чэнь Гуаньтай — Ши Цзинь[англ.]
- Вон Чун[кит.] — Ши Сю[англ.]
- Дэнни Ли[англ.] — Чжан Шунь[англ.]
- Тэцуро Тамба — Лу Цзюньи[англ.]
- Лили Хо — Ху Саньнян[англ.]
- Юэ Хуа[англ.] — Линь Чун[англ.]
- Пол Чхёнь[англ.] — Хуа Жун[англ.]
- Чжэн Лэй — Ван Ин
- Пхан Пхан — Лу Чжишэнь[англ.]
- Ли Хэн — Дай Цзун[англ.]
- Чэнь Вофу — Сюй Нин[англ.]
- Ку Фэн — Сун Цзян
- Фань Мэйшэн — Ли Куй
- Тхинь Чхин — Фан Тяньдин
- Чжу Му[кит.] — Фан Ла[англ.]
- Цзинь Фэн — У Юн[англ.]
- Ван Гуанъюй — Чжан Цин[англ.]
- Юй Фэн[кит.] — Сунь Эрнян[англ.]
- Лау Тань[англ.] — Лэй Хэн[англ.]
- Майкл Чань[англ.] — Дун Пин[англ.]
- Бетти Чун[англ.] — Ли Шиши[англ.]
- Чжан Ян — Хуэй-цзун

## Кассовые сборы
Релиз на больших экранах Гонконга состоялся 10 мая 1975 года. В кинотеатральном прокате фильм показал себя хуже с коммерческой точки зрения по сравнению с первой частью — сумма сборов (817 246,3 HK$) оказалась вдвое меньшей «Речных заводей» (1 602 156,5 HK$).

## Отзывы
Реакция на фильм со стороны кинокритиков — благосклонная.